# 1972 год в спорте
Список 1972 год в спорте описывает спортивные события, произошедшие в 1972 году.

## СССР
- Чемпионат СССР по боксу 1972;
- Чемпионат СССР по вольной борьбе 1972;
- Чемпионат СССР по классической борьбе 1972;
- Чемпионат СССР по лёгкой атлетике 1972;
- Чемпионат СССР по самбо 1972;
- Чемпионат СССР по русским шашкам 1972;
- Чемпионат СССР по хоккею с мячом 1971/1972;

### Волейбол
- Чемпионат СССР по волейболу среди женщин 1972;
- Чемпионат СССР по волейболу среди мужчин 1972;

### Футбол
- Чемпионат СССР по футболу 1972;
- Создан клуб «Электрометаллург-НЗФ»;

### Хоккей с шайбой
- Чемпионат СССР по хоккею с шайбой 1971/1972;
- Чемпионат СССР по хоккею с шайбой 1972/1973;

### Шахматы
- Первенство СССР между командами союзных республик по шахматам 1972;
- Чемпионат СССР по шахматам 1972;

## Международные события
- Зимняя Универсиада 1972;
- Чемпионат Европы по фигурному катанию 1972;

### Зимние Олимпийские игры 1972
- Биатлон;
- Бобслей;
- Горнолыжный спорт;
- Конькобежный спорт;
- Лыжное двоеборье;
- Лыжные гонки;
- Прыжки с трамплина;
- Санный спорт;
- Фигурное катание;
  - одиночное катание (женщины);
  - одиночное катание (мужчины);
  - парное катание;
- Хоккей;

Медальный зачёт на зимних Олимпийских играх 1972

### Летние Олимпийские игры 1972
- Академическая гребля;
- Бадминтон;
- Баскетбол;
  - Баскетбольный матч СССР — США (1972);
- Бокс;
- Борьба;
- Велоспорт;
- Водное поло;
- Водные лыжи;
- Волейбол;
- Гребля на байдарках и каноэ;
- Дзюдо;
- Конный спорт;
- Лёгкая атлетика;
  - бег на 10 000 метров (мужчины);
  - бег на 100 м (женщины);
  - бег на 100 метров (мужчины);
  - бег на 100 метров с барьерами (женщины);
  - бег на 1500 м (женщины);
  - бег на 200 м (женщины);
  - бег на 200 метров (мужчины);
  - бег на 3000 метров с препятствиями (мужчины);
  - бег на 400 м (женщины);
  - бег на 400 метров (мужчины);
  - бег на 400 метров с барьерами (мужчины);
  - бег на 800 м (женщины);
  - бег на 800 метров (мужчины);
  - бег, 110 метров с барьерами (мужчины);
  - бег, 1500 метров (мужчины);
  - бег, 5000 метров (мужчины);
  - марафон (мужчины);
  - прыжки в высоту (женщины);
  - прыжки в длину (женщины);
  - прыжки в длину (мужчины);
  - спортивная ходьба на 20 километров (мужчины);
  - спортивная ходьба, 50 километров (мужчины);
  - толкание ядра (мужчины);
  - тройной прыжок (мужчины);
- Парусный спорт;
- Плавание;
- Прыжки в воду;
- Современное пятиборье;
- Спортивная гимнастика;
- Стрельба из лука;
- Стрельба;
- Тяжёлая атлетика;
- Фехтование;
- Футбол;
- Хоккей;

Итоги летних Олимпийских игр 1972 года
- Такса Вальди;
- Теракт на мюнхенской Олимпиаде;
- Футбольный матч для философов;

### Чемпионаты мира
- Чемпионат мира по конькобежному спорту в классическом многоборье 1972;
- Чемпионат мира по конькобежному спорту в классическом многоборье среди женщин 1972;
- Чемпионат мира по снукеру 1972;
- Чемпионат мира по фигурному катанию 1972;

### Баскетбол
- Баскетбольный матч СССР — США (1972);
- Кубок чемпионов ФИБА 1971/1972;
- Кубок чемпионов ФИБА 1972/1973;

### Футбол
- Матчи сборной СССР по футболу 1972;
- Кубок европейских чемпионов 1971/1972;
- Кубок европейских чемпионов 1972/1973;
- Кубок Либертадорес 1972;
- Кубок обладателей кубков УЕФА 1972/1973;
- Кубок чемпионов КОНКАКАФ 1972;
- Кубок обладателей кубков УЕФА 1971/1972;
- Кубок обладателей кубков УЕФА 1972/1973;
- Финал Кубка европейских чемпионов 1972;
- Финал Кубка обладателей кубков УЕФА 1972;
- Чемпионат Европы по футболу 1972;

### Хоккей с шайбой
- Приз Известий 1972;
- Суперсерия СССР — Канада (1972);
- Чемпионат мира по хоккею с шайбой 1972;

### Шахматы
- Вейк-ан-Зее 1972;
- Женская шахматная олимпиада 1972;
- Матч за звание чемпиона мира по шахматам 1972;
- Матч за звание чемпионки мира по шахматам 1972;
- Шахматная олимпиада 1972;

## Персоналии

### Родились
- 17 февраля — Чемеркин, Андрей Иванович, российский тяжелоатлет и олимпийский чемпион;
- 24 апреля — Татароглу, Селим (Зелимхан Магомадов), чеченский, российский и турецкий дзюдоист;
- 29 апреля — Мариуш Сюдек, польский фигурист, супруг Дороты Загурской;
- 19 мая — Голубев, Александр Вячеславович, российский конькобежец, чемпион зимних Олимпийских игр 1994 года;
- 20 октября — Олег Федюков[англ.], русско-американский фигурист (танцы на льду).